# Doanh nghiệp dân doanh
Doanh nghiệp dân doanh (giản thể: 民营企业; phồn thể: 民營企業; Hán-Việt: dân doanh xí nghiệp) là một dạng công ty hoặc xí nghiệp được dùng để chỉ đến doanh nghiệp ngoài Nhà nước (doanh nghiệp nhà nước bao gồm các công ty do nhà nước, trung ương và chính quyền địa phương sở hữu) tại Cộng hòa Nhân dân Trung Hoa và Việt Nam. Trong đó công ty tư nhân cũng là một dạng doanh nghiệp dân doanh. Tuy nhiên không có một định nghĩa phù hợp căn cứ pháp lý nào về "doanh nghiệp dân doanh" ở cả hai quốc gia này. Nó được xem là một thuật ngữ đặc biệt trong nền kinh tế Trung Quốc (Dân xí (tiếng Trung: 民企; bính âm: Mínqǐ) hoặc Dân doanh xí nghiệp tiếng Trung: 民营企业; bính âm: Mínyíng qǐyè). Việc phiên dịch cụm từ "Dân xí" là khá khó khăn, theo phát biểu của Ye Dong, một doanh nhân Trung Quốc trong cuộc phỏng vấn với tờ Financial Times phiên bản tiếng Hoa.
Doanh nghiệp dân doanh có thể là một công ty đại chúng hoặc công ty tư nhân (tức bất kỳ doanh nghiệp nào không do nhà nước sở hữu hay được niêm yết trên sàn chứng khoán). Nếu công ty nào được niêm yết tại Hồng Kông (và được thành lập bên ngoài Trung Quốc đại lục), nó sẽ được gọi là P chip.

## Các doanh nghiệp dân doanh tiêu biểu ở Trung Quốc
- Phúc Tinh Quốc tế
- Hainan Airlines
- Tập đoàn Thương mại Tô Ninh
- Tập đoàn Vạn Đạt (một trong số Fortune Global 500 năm 2016)
- Dung Sáng Trung Quốc
- LeEco

Danh sách này không đầy đủ, bạn cũng có thể giúp mở rộng danh sách.